# Bob Maitland
Robert John „Bob” Maitland (ur. 31 marca 1924 w Birmingham, zm. 26 sierpnia 2010 w Metz) – brytyjski kolarz szosowy, srebrny medalista olimpijski.

## Kariera
Największy sukces w karierze Bob Maitland osiągnął w 1948 roku, kiedy wspólnie z Gordonem Thomasem i Ianem Scottem zdobył srebrny medal w drużynowym wyścigu ze startu wspólnego igrzysk olimpijskich w Londynie. Był to jedyny medal wywalczony przez Maitlanda na międzynarodowej imprezie tej rangi. W rywalizacji indywidualnej Brytyjczyk został sklasyfikowany na szóstej pozycji, co było najlepszym wynikiem spośród reprezentantów Wielkiej Brytanii. Na rozgrywanych rok później mistrzostwach świata w Kopenhadze zajął dziewiąte miejsce w indywidualnej rywalizacji amatorów. W 1952 roku przeszedł na zawodowstwo, zdobywając między innymi mistrzostwo kraju w indywidualnym wyścigu ze startu wspólnego w 1953 roku. Ponadto w 1952 roku wygrał wyścig Londyn-Leamington, w 1953 roku Tour of the Pennines, a w 1956 roku Tour of the Peaks. W 1955 roku wziął udział w Tour de France, ale wycofał się już w pierwszym tygodniu rywalizacji. W 1958 roku zakończył karierę, ale nadal uprawiał sport. W sierpniu 2010 roku odwiedził targi kolarskie we Francji. Na skutek zawału serca zmarł 26 sierpnia 2010 r.